# Kanton Muzillac
Kanton Muzillac (francouzsky Canton de Muzillac) je francouzský kanton v departementu Morbihan v regionu Bretaň. Tvoří ho sedm obcí.

## Obce kantonu
- Ambon
- Arzal
- Billiers
- Damgan
- Le Guerno
- Muzillac
- Noyal-Muzillac